# 江志美
江志美（1965年4月3日—），台語歌手，出生於台灣基隆市中正區，以演唱華語專輯出道，原藝名「路聖華」，是台灣歌手龍千玉的妹妹，也是詞曲創作製作人及歌手江志豐的姊姊。

## 生涯
江志美原先為國語歌手，因嫁到日本，於1993年移居至日本定居。但因家逢事變，丈夫生意失敗，在此期間經歷許多工作。曾任職英文老師，離婚後自己帶3個孩子回台，開立模具鐵工廠，因經濟不景氣，受其二姐龍千玉推薦，重回台灣歌壇，活躍至今。江志美